# Wallace E. Pierce

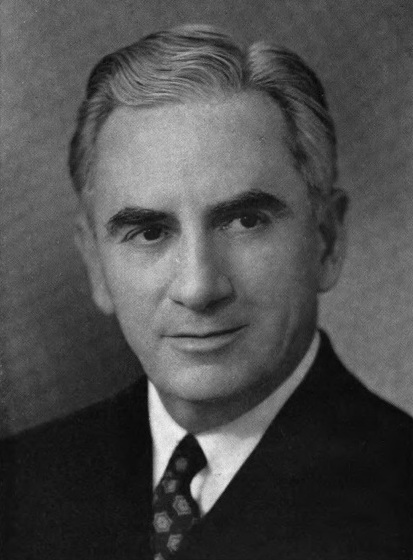
Wallace E. Pierce, 1941

 Wallace Edgar Pierce (* 9. Dezember 1881 im Clinton County, New York; † 3. Januar 1940 in Washington, D.C.) war ein US-amerikanischer Politiker. In den Jahren 1939 und 1940 vertrat er den Bundesstaat New York im US-Repräsentantenhaus.

## Werdegang
Wallace Pierce besuchte die öffentlichen Schulen seiner Heimat. 1903 absolvierte er die Plattsburgh State Normal School. In den folgenden Jahren unterrichtete er selbst als Lehrer im Clinton County und in Ogdensburg. Zwischen 1909 und 1912 gehörte er zum Stab des Kongressabgeordneten George R. Malby. Anschließend arbeitete er bis 1914 für den Abgeordneten Edwin Albert Merritt. Nach einem Jurastudium und seiner 1913 erfolgten Zulassung als Rechtsanwalt begann er in Plattsburgh in diesem Beruf zu praktizieren. Gleichzeitig schlug er als Mitglied der Republikanischen Partei eine politische Laufbahn ein. Zwischen 1916 und 1920 saß Pierce in der New York State Assembly. Von 1926 bis 1940 war er Bezirksvorsitzender der Republikaner im Clinton County; zwischen 1934 und 1940 war er auch Mitglied im Staatsvorstand seiner Partei.
Bei den Kongresswahlen des Jahres 1938 wurde Pierce im 31. Wahlbezirk von New York in das US-Repräsentantenhaus in Washington gewählt, wo er am 3. Januar 1939 die Nachfolge von Bertrand Snell antrat. Er konnte dieses Mandat genau ein Jahr lang bis zu seinem Tod am 3. Januar 1940 ausüben. In dieser Zeit wurden dort weitere New-Deal-Gesetze der Roosevelt-Regierung verabschiedet. Wallace Pierce wurde in Plattsburgh beigesetzt. Sein Abgeordnetenmandat fiel nach einer Sonderwahl an Clarence E. Kilburn.